# Zibby Allen
Zibby Allen est une actrice américaine née le 29 septembre 1980 à San Francisco en Californie.

## Filmographie

### Cinéma
- 2003 : Hades Night : Gwendolyn
- 2008 : Juan Frances: Live : une fan de Juan Frances
- 2009 : Waiting for Ophelia : Zellie Cross
- 2009 : The Mystery of Edward's Manor : Blaire
- 2011 : Turning Japanese : Kelly
- 2011 : Juko's Time Machine : Rory
- 2012 : My Funny Valentine : l'étrangère
- 2012 : Frontier : le stalker
- 2013 : Four Friends : Jessica Baker-Thorpe
- 2013 : Man Camp : Hui
- 2013 : Coffee, Kill Boss : Jane Lampling
- 2014 : I Am That : Lucy
- 2015 : No She Wasn't : l'invitée à la fête
- 2016 : The Wake Up Call : la fille qui se réveille
- 2019 : The Living Worst : Louise Weezy

### Télévision
- 2006-2012 : Grey's Anatomy : Zibby l'infirmière (6 épisodes)
- 2007 : Eight Days a Week : la collègue
- 2008 : FBI : Portés disparus : Pam Beers (1 épisode)
- 2009 : Bedheads : Maggie
- 2010 : $h*! My Dad Says : Donna et Tiff (2 épisodes)
- 2011-2013 : Section Genius : Winter Maddox et Mme Goo-Goo (8 épisodes)
- 2014 : The Daily Show : la latino (1 épisode)
- 2017 : Rogue : Hope (2 épisodes)
- 2017 : Bates Motel : la policière (2 épisodes)
- 2017 : L'Exorciste : Cindy (2 épisodes)
- 2017 : Marvel : Les Agents du SHIELD : Lieutenant Evans (2 épisodes)
- 2017-2019 : 30 Second Somebodies : Zibby (10 épisodes)
- 2019 : Flash : Dr Tanya Lamden (1 épisode)
- 2019 : For the People : Holiday Colgate (1 épisode)
- 2019 : The Twilight Zone : La Quatrième Dimension : Julie (1 épisode)
- 2019-2021 : Nancy Drew : Rita (3 épisodes)
- 2019-2021 : Gabby Duran, baby-sitter d'extraterrestres : Kipper (3 épisodes)
- 2021 : Good Docteur : Darlene Burns (1 épisode)
- 2021 : Chabracadabra : Mme Juniper (9 épisodes)
- 2021-2022 : Virgin River : Brie Sheridan (23 épisodes)